# Mithril
Ritka és értékes, kitalált, a valóságban nem létező fém. A mithril erős és gyönyörű anyag. Az ezüstre hasonlított, de ez soha nem sérült. A mithril a gyémántnál is erősebb, bár pehelykönnyű matéria. Alakítható és jól megmunkálható, így rengeteg dolgot lehetett belőle készíteni. Valaha az értéke az arany tízszeresét is meghaladta, de idővel még értékesebb lett ritkasága révén.

## A mithril eredete
Zsákos Bilbó Eärendilről szóló dala szerint lehetett mithril Halhatatlanföldön. A dal úgy tartja, hogy Eärendil hajója, Vingilot – amelyet arra használt, hogy átkeljen Halhatatlanföldre – mithrilből és üvegből készült.
Kétségtelen, hogy Númenorban is volt mithril. A mithrilt arra használták, hogy elkészítsék az Elendilmirt, ami Silmarientől, Númenor negyedik királyának lányától leszármazottain keresztül került végül Elendilhez, aki Középföldére hozta azt Númenor bukása után Másodkor 3319-ben. Az Elendilmirt az Észak-Arnoriak korona helyett használták.
Középfölde egyetlen mithrilbányája Khazad-dûm volt, a Ködhegységben. A mithrilbányászat egész mélyen a Vörösfoki Hágó alatt futott. A törpök, akik a mithrilt bányászták, igen igen gazdagok voltak.

## Kereskedelmi cikk
Másodkor 750-ben egy tündecsoport telepedett le Eregionban, Khazad-dûm-tól nyugatra, mivel némi mithrilhez szerettek volna hozzájutni. Az Eregioni Tündekovácsok feje Celebrimbor volt, és ő volt az, aki a fémet mithrilnek nevezte el. A Törpök segítségével Celebrimbor a mithril megmunkálásának mesterévé vált.
A sok-sok dolog között, amit Celebrimbor mithrilből készített, ott volt Nenya is, a Három Tünde-gyűrű egyike, amit a Másodkor 1590-ben kovácsoltak. Celebrimbor egy Ithildinnek nevezett anyagot is használt - ami a mithrilből származik -, hogy egy titkos feliratot rójon Khazad-Dûm nyugati kapujának kövébe. Az Ithildin csak a Hold és a csillagok fényénél látszódott, amit először is varázsérintéssel és -igével kellett aktiválni.
Khazad-Dûm törpjei szívesen üzleteltek a gondoriakkal. A Gondori Toronyőrök sisakja szintén mithrilből készült. 
Évtizedek múltán a mithrilkereskedelem visszaesett a fogytában lévő nyersanyag miatt, így a törpök sokkal mohóbban és még mélyebbre ástak. Harmadkor 1980-ban a törpök rábukkantak egy balrogra, amely a hegy mélyében szunnyadt a Másodkor kezdete óta. A Balrog megölte VI. Durin királyt és utódját, I. Náin királyt. Végül a törpök elhagyták Khazad-Dûmot, és gonosz hely vált belőle, amit később elneveztek Móriának.
Egy Balin vezette expedícióban a törpök visszatértek Móriába 2989-ben. Mazarbul Könyve alapján mithrilt is találtak, ám Móriát ellepték az orkok, és még a Balrog is szabadon járt, így végül az egész expedíció elpusztult.
Mória orkjai bányászták a mithrilt, de olyan mélyre nem mertek menni, ahol a Balrog tanyázott. A fémet Sauronnak küldték, amivel ő a közelgő háborúra készülhetett.

## A mithril ing útja
Zsákos Bilbónak is volt egy mithril inge, amit 2941-ben az egyik kalandján szerzett Smaug kincsei közül, a Magányos Hegynél. Az inget minden bizonnyal egy tünde hercegnek készítették még régen. Az ing könnyű volt, akár a tollpihe, és visszaverte a nyilakat és pengéket. A mithril ing értéke az egész Megyénél többet ért.
Bilbó odaadta a mithril ingét Zsákos Frodónak, amikor Frodó beszállt a Gyűrű elpusztításának küldetésébe 3018-ban. Az ing megmentette Frodó életét, amikor egy lándzsa eltalálta őt Móriában. Amikor Cirith Ungol orkjai fogságba ejtették őt, Shagrat elvette tőle, és Szauronhoz vitte. Az inget később Sauron Szája mutatta meg Gandalfnak mint bizonyítékot Frodó elfogására, ám valójában Csavardi Samu megmenekítette őt. Az ing újra megmentette életét, mikor visszatértek a Megyébe, és ott Saruman megpróbálta ledöfni őt egy késsel.

## Felhasználása
A Gyűrű Háborúja után a Gondori Nagy Kaput kicserélték egy mithrilből és acélból készített kapura, amelyet Gimli és emberei csináltak. Echtelion Tornyának tetején volt a lobogó, melyet Arwen készített, amin megtalálható volt a királyi embléma, a korona, ami mithrilből és aranyból készült, és ragyogóan csillogott a napfényben.